# Genevieve Tobin
Genevieve Tobin (Nueva York, 29 de noviembre de 1899-Pasadena, California, 31 de julio de 1995) fue una actriz estadounidense. 

## Biografía
Fue hija de un artista del vodevil. Debutó en el cine en 1910 en el filme La cabaña del Tío Tom, interpretando a Eva. Siendo niña intervino en varias películas, y formó un dúo artístico con su hermana Vivian. Tras recibir educación en París y en Nueva York, se concentró en formarse una carrera como actriz teatral en Nueva York.   
Aunque trabajó principalmente en comedias, también hizo el papel de Cordelia en una producción de El Rey Lear representada en Broadway en 1923. Popular entre el público, a menudo recibió buenas críticas más por su aspecto y estilo que por su talento, aunque en 1929 consiguió un significativo éxito con la obra Fifty Million Frenchmen. En la misma popularizó la canción de Cole Porter titulada «You Do Something to Me», y el éxito de su papel la llevó a Hollywood, donde actuó de manera regular en comedias a partir de los primeros años treinta.  
Hizo importantes papeles como actriz de reparto junto a actores de la talla de Jeanette MacDonald, Nelson Eddy, Cary Grant, Barbara Stanwyck, Claudette Colbert, Joan Blondell y Kay Francis, aunque ocasionalmente interpretó papeles protagonistas, como en el caso de los filmes Golden Harvest (1933) y Easy to Love (1934). Una de sus actuaciones destacadas fue la de Della Street, secretaria del Perry Mason interpretado por Warren William en The Case of the Lucky Legs (1935). Otro de sus papeles de mayor éxito fue el de una aburrida ama de casa en el drama El bosque petrificado (1936), junto a Leslie Howard, Bette Davis y Humphrey Bogart.  
Se casó en 1938 con el director cinematográfico William Keighley, y se retiró poco después de su matrimonio. Su última película fue No Time for Comedy (1940), con James Stewart y Rosalind Russell. 
Falleció el 31 de julio de 1995 a causa de un paro cardiaco. Fue enterrada en el Cementerio Forest Lawn Memorial Park de Glendale (California).